# Календарний план розвитку гірничих робіт
Календарний план розвитку гірничих робіт (рос. календарный план развития горных работ, англ. mining development schedule, нім. Terminplan m der Entwicklung f der Bergarbeiten) – план розвитку гірничих робіт у просторі та часі, представлений графічно в проєкції на горизонтальну або вертикальну площину. Графічне зображення планів розвитку робіт доповнюється таблицями з вказаними на них місяцевими (квартальними чи річними) обсягами робіт, лінією очисних робіт та ін.